# North Shore Studios
A North Shore Studios egy nagy filmstúdió komplexum Kanadában, Észak-Vancouverben.

## Története
Korábbi neve Lionsgate Studios volt, amikor még a Lions Gate Entertainment médiabirodalom stúdióvállalata volt. 2006-ban a Bosa Developments csoport vásárolta meg 41,6 millió kanadai dollárért, új nevét ekkor kapta. A Bosa Developments ekkor már rendelkezett egy stúdióvállalattal, Mammoth Studios néven (nevét valóban óriási stúdióiról kapta). A két komplexum együttesen Kanada legnagyobb filmstúdió vállalatát alkotja és a Hollywood North becenéven emlegetett kanadai filmgyártó régió legmodernebb komplexuma.

## Stúdiói

### North Shore
- 1-es stúdió (1908.6 négyzetméter, 39x34,1 méter, minimum 9,1 méter belmagasság)
- 2-es stúdió (1908.6 négyzetméter, 39x34,1 méter, minimum 9,1 méter belmagasság)
- 3-as stúdió (1908.6 négyzetméter, 39x34,1 méter, minimum 9,1 méter belmagasság)
- 4-es stúdió (1023 négyzetméter, 34,1x29,3x9,1 m)
- 5-ös stúdió (1023 négyzetméter, 34,1x29,3x9,1 m)
- 6-os stúdió (1354,2 négyzetméter, 39x34,1x9,1 m)
- 7-es stúdió (1908,6 négyzetméter, 57,9x32x12,2 m)
- 8-as stúdió (1908,6 négyzetméter, 57,9x32x12,2 m)

### Mammoth Studios
- 1-es stúdió (8543 négyzetméter, 71x96,3x12,2 m)
- 2-es stúdió (11 509,1 négyzetméter, 155,1x61,3x12,2 m)
- 3-as stúdió (3389,8 négyzetméter, 102,4x32x7,6)

## Itt forgatott filmek (válogatás)
- Battlestar Galactica
- A Macskanő
- Sötét angyal
- Elektra
- Végső állomás 3.
- Vágott verzió
- A köd
- Horrorra akadva 3.
- Horrorra akadva 4.
- Tru Calling
- Feketék fehéren
- A férfi fán terem
- 4400
- X-akták
- Egy férfi naplója
- Kyle, a rejtélyes idegen

## Külső hivatkozások
- North Shore Studios honlap (angolul)
- Update: Lionsgate Studio Combines With Mammoth